# 蛇口工业区
22°29′59″N 113°54′56″E / 22.49972°N 113.91556°E

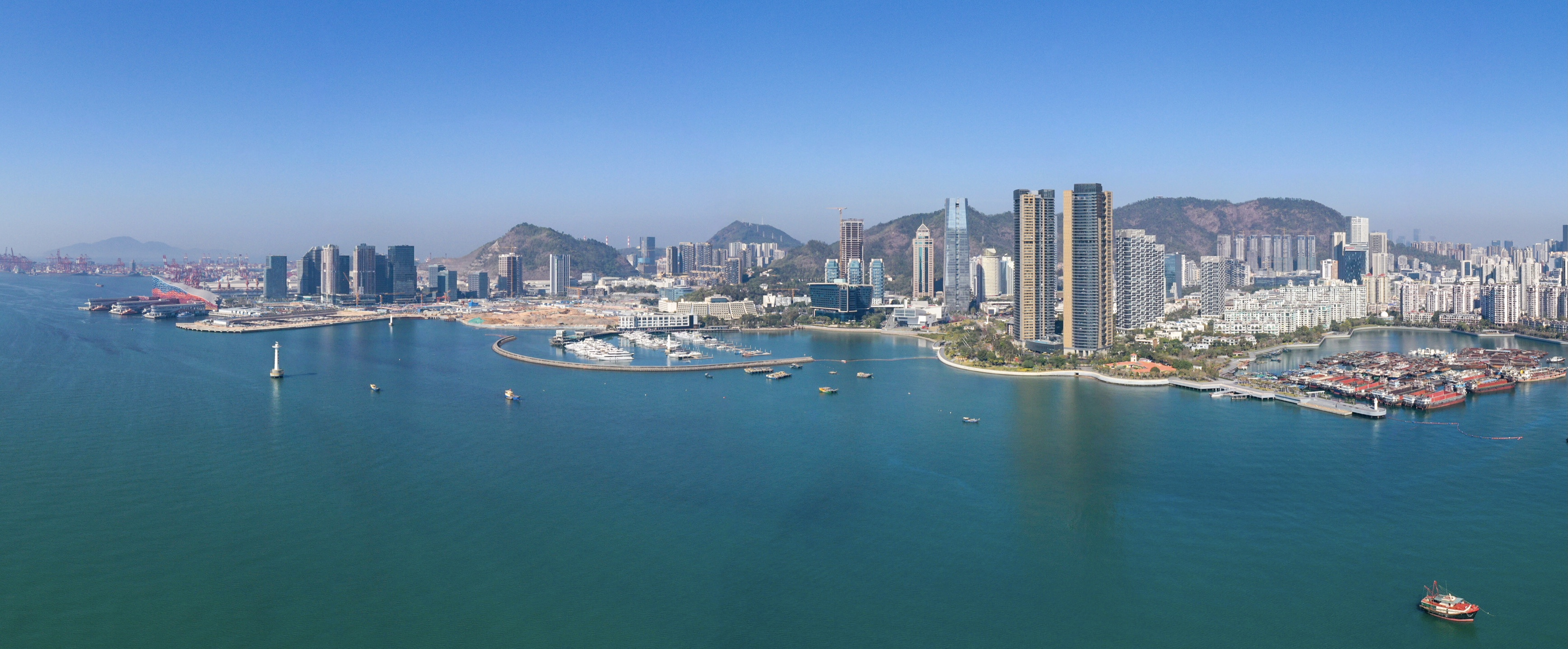
蛇口工业区天际线，图中左起（西）蛇口港，右至蛇口渔港，南海酒店、海上世界位于其中

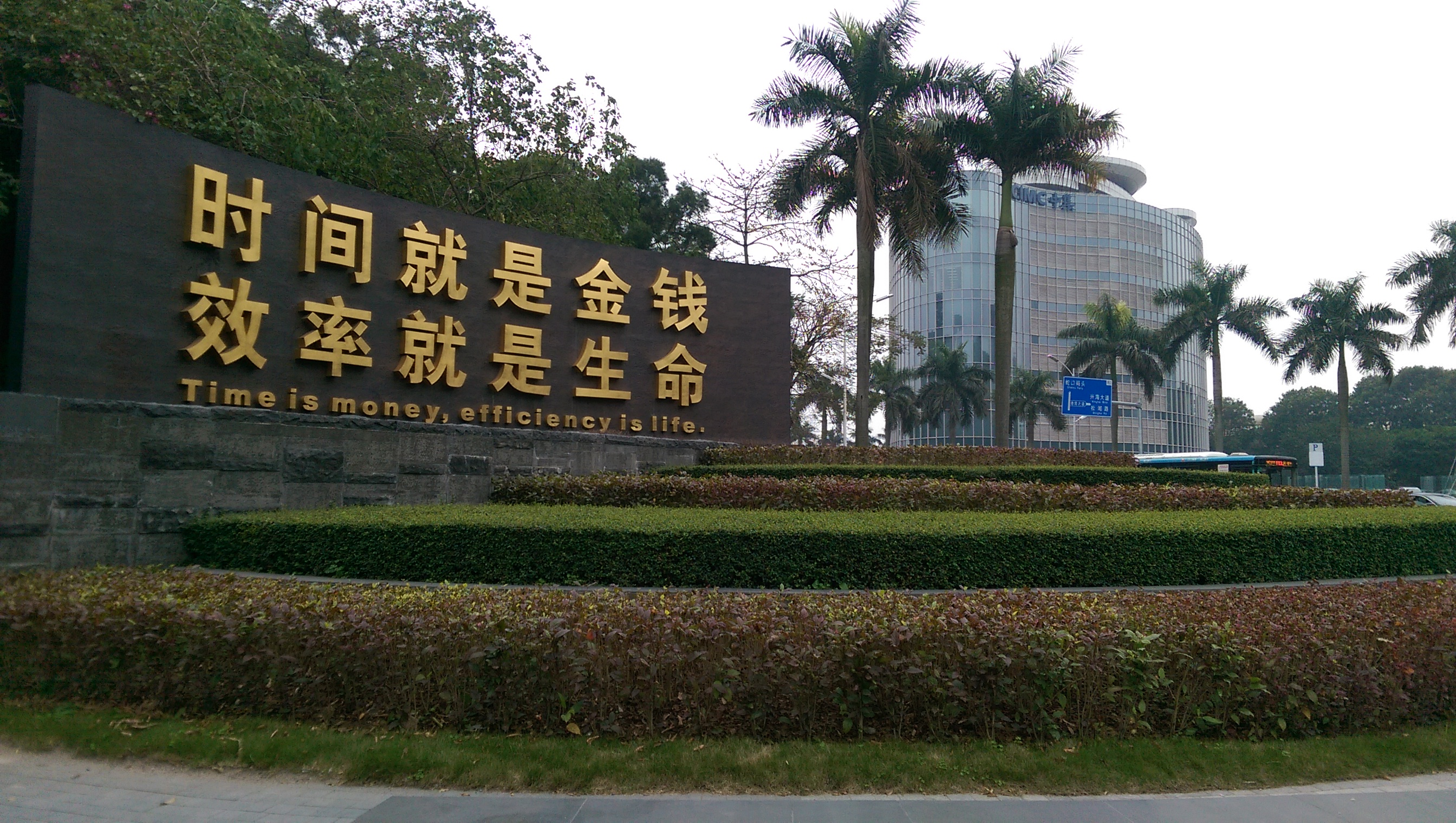
誕生於蛇口的標語“时间就是金钱，效率就是生命”。

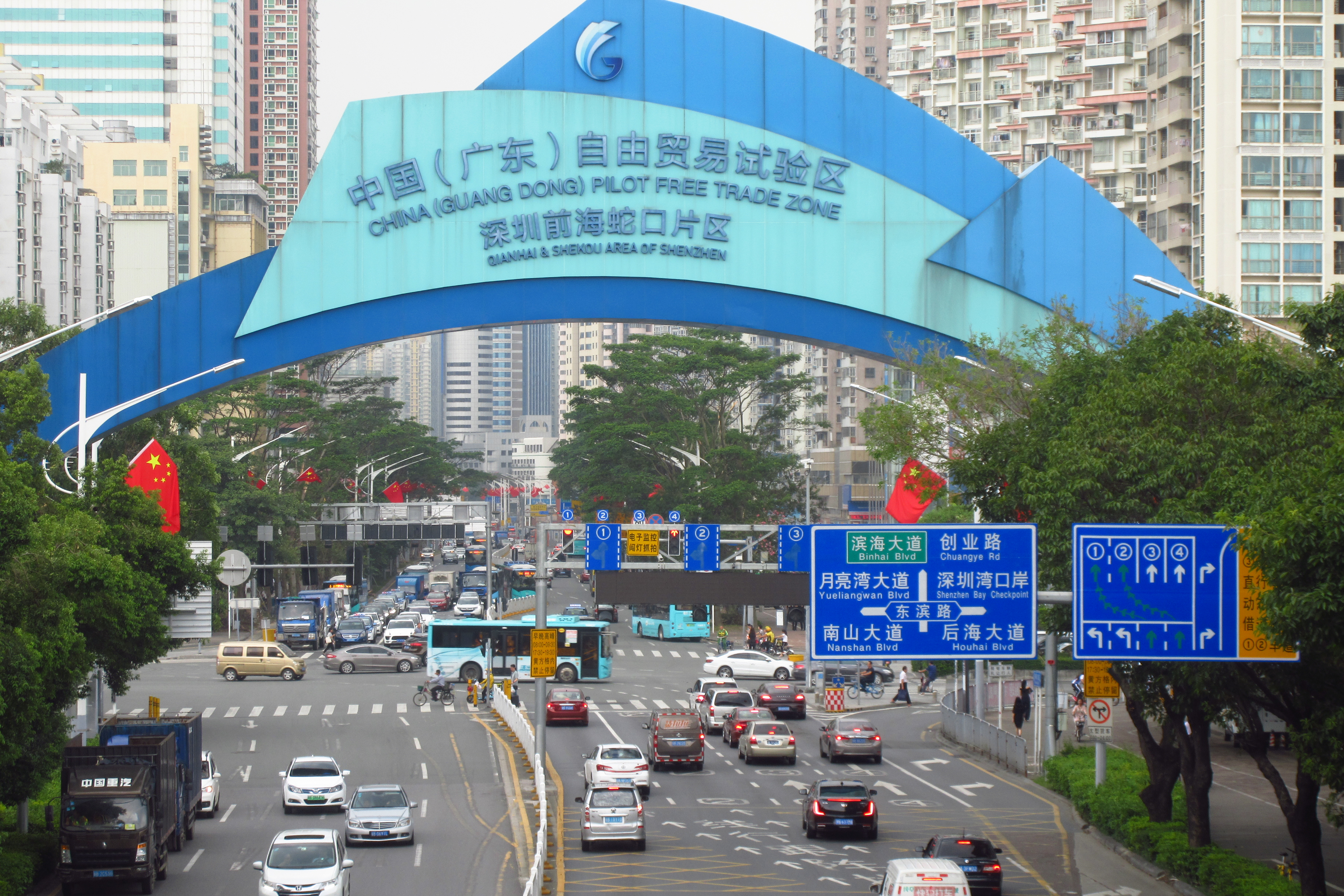
位于南海大道蛇口段的广东自贸区深圳前海蛇口片区门闸

招商局蛇口工业区位于中國廣東省深圳市南山区蛇口半岛，面积10.76平方公里。1979年1月31日经中華人民共和國国务院批准，由總部設於香港的央企招商局集團轄下招商局置地全资建立，早期领导者是袁庚，他也被誉为“蛇口之父”。
蛇口工业区横跨蛇口、招商两个街道办事处范围。它是中国第一个对外开放的地区，並且是一個配備廠房（部分後來改為科創辦公室）、商業大廈、住宅及港口（赤灣港、媽灣港、蛇口郵輪中心）等設施的現代化工業及商住園區。
目前区内有企业逾千家，包括中集集团、招商港务、南玻、安达、广东浮法、TCL、三洋电机、招商石化等全国知名企业。此外，招商蛇口亦在區內及國內其他地區發展各式地產項目，包括住宅及寫字樓等。
蛇口工业区面向深圳湾，背靠大南山，登上大南山鸟瞰蛇口工业区，除了繁荣的码头，其中最壮观的莫过于连接香港与深圳的深港西部通道（深圳湾公路大桥）。

## 大事记
1979年，蛇口公社划归新成立的深圳市南头区。随后公社划出2.14平方（0.83平方英里）兴建招商蛇口工业区，7月8日，中国大陆第一个出口加工工业区破土开建。
2007年7月1日，是香港回归中國10周年纪念日，香港与深圳之间的第4条跨城同行车道，深港西部通道正式开通，當日，中共中央總書記、國家主席胡锦涛参加了西部通道通车剪彩仪式。
2015年4月27日，中国（广东）自由贸易试验区深圳前海蛇口片区挂牌启动。前海蛇口片区重点发展金融、现代物流、信息服务、科技服务等战略性新兴服务业，建设我国金融业对外开放试验示范窗口、世界服务贸易重要基地和国际性枢纽港。